# 茹托沃农村居民点
茹托沃农村居民点（俄语：Жутовское сельское поселение）是俄罗斯联邦伏尔加格勒州十月区所属的一个农村居民点。其下辖有2个居民点，行政中心为第二茹托沃。据2016年统计，该农村居民点的人口为927人。